# Trypanidius albosignatus
Trypanidius albosignatus är en skalbaggsart som beskrevs av Julius Melzer 1932. Trypanidius albosignatus ingår i släktet Trypanidius och familjen långhorningar. Inga underarter finns listade i Catalogue of Life.